# هنري د. وليامز
هنري د. وليامز (بالإنجليزية: Henry D. Williams)‏ هو سياسي أمريكي، ولد في 1893، وتوفي في 7 أغسطس 1934. حزبياً، نشط في الحزب الجمهوري. وقد انتخب عضو جمعية ولاية نيويورك وانتخب عضو مجلس ولاية نيويورك.